# Remo Raffaelli
Remo-Angelo Raffaelli (Brenden (Ühlingen-Birkendorf), 7 april 1941 – ?, 6 maart 2020) was een Luxemburgs beeldhouwer, fotograaf, kunstschilder en muzikant.

## Leven en werk
Remo Raffaelli was van een zoon van Italiaanse ouders. Hij werd geboren in Duitsland, groeide op in het Luxemburgse Differdange en werd in 1968 genaturaliseerd tot Luxemburger. In de jaren 1960 en 1970 kreeg Raffaelli bekendheid als solist op de chromatische mondharmonica, hij speelde muziek van onder anderen Chopin, Bach en De Falla. Hij nam deel aan internationale wedstrijden en wereldkampioenschappen en werd in een recensie Hexenmeister der Mundharmonika genoemd en in een andere vergeleken met de Amerikaanse Larry Adler.
Raffaelli werkte beroepsmatig als technisch medewerker bij de gasfabriek in Esch. Hij volgde cursussen schilderen bij Attilio Lupo, maar was als kunstenaar grotendeels autodidact. In 1953 begon hij met schilderen en in 1980 met beeldhouwen. Fotografie leerde hij van Jacques Bohler, bij wie hij drie jaar werkte. Hij maakte foto's van architectuur, kunst en sport voor internationale dagbladen. Raffaeli exposeerde vanaf 1971. In 1980 toonde hij in Galerie Dominique Lang in Dudelange samen met zijn toen veertienjarige zoon Patrick sportfoto's, drie jaar later brachten zij het fotoboek Sport. Das Buch uit. Raffaelli exposeerde onder de titel Steel and Painting meerdere malen zijn schilderijen en mixed-mediadoeken naast de stalen sculpturen van beeldhouwer Jhang Meis, onder andere in het kasteel van Bourglinster (2000), de Luxemburgse ambassade in Brussel (2003) en het buurthuis in Hesperange (2004). In 2007 werd hij uitgenodigd voor de Biënnale de l'Arte Contemporanea in Florence. Zijn werk werd in binnen- en buitenland onderscheiden.
Remo Raffaelli overleed op 78-jarige leeftijd.

## Enkele werken

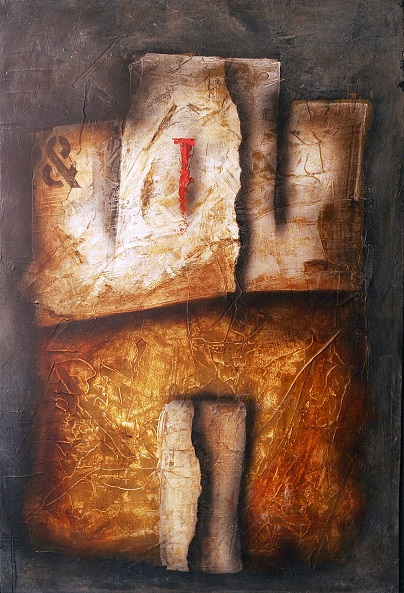
"Message 1"
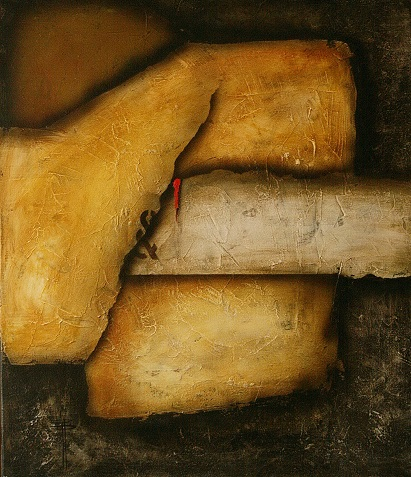
"Message 3"
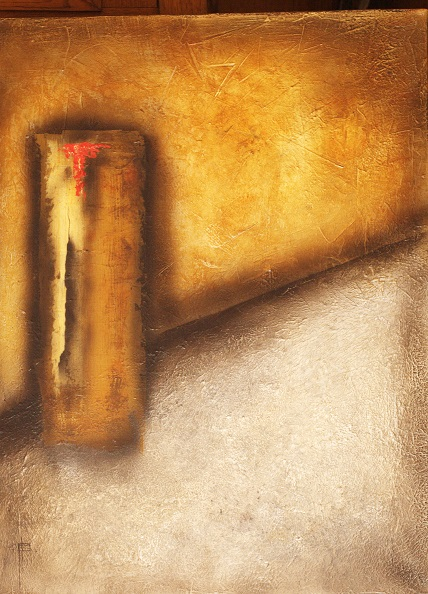
"Message 5"
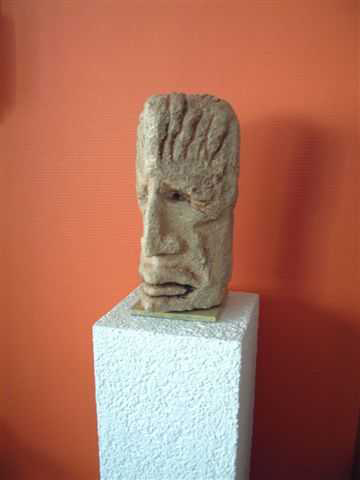
"Aztèque"
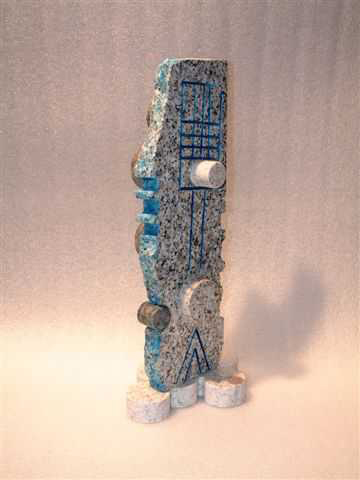
"Déchets de granith"
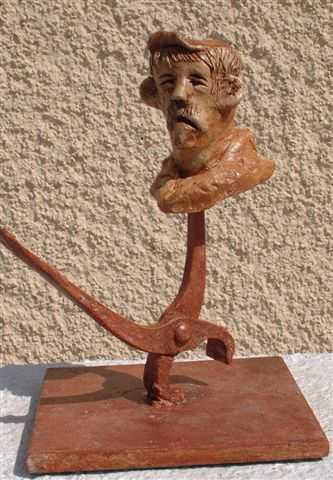
Keramiek

- Gemeinsame Normdatei: 137800290
- Musée national d'archéologie, d'histoire et d'art: lkl007282
- Virtual International Authority File: 85982260
- WorldCat: E39PBJcR7HdtrDKXmQybxhD8YP